# Пожижевська полонина

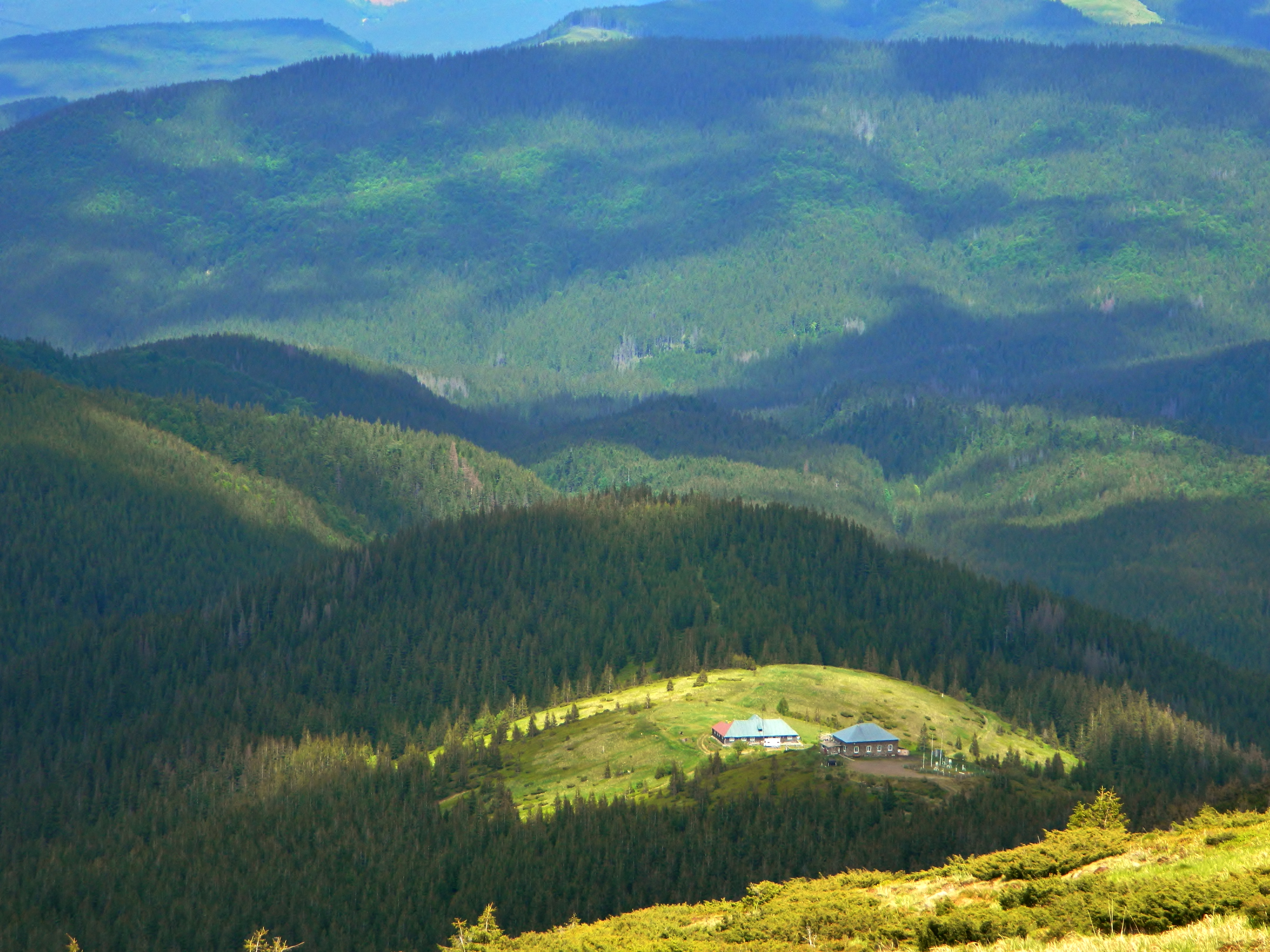
Біологічний стаціонар та сніголавинна станція на полонині Пожижевській

Пожижевська полонина — безліса гребенева частина північно-східної відноги гори Пожижевської, що на хребті Чорногора. Розташована в межах Надвірнянського району Івано-Франківської області.
Полонина лежить на висоті 1382—1822 м. Площа близько 15 га. Покрита субальпійською рослинністю (чорниця, костриця червона, мітлиця тонка, куничник волохатий, щучник дернистий). Верхня межа лісу — на висоті 1200—1325 м. Після введення заповідного режиму та припинення випасу відбувається поступове відновлення рослинних угруповань смереки, сосни гірської, ялівцю, а у вологих місцях — вільхи зеленої.
На висоті близько 1500 м на західних схилах полонини біля верхньої межі лісу з 1899 року діє метеостанція, яка у зв'язку з особливостями рельєфу виконує роль сніголавинної станції, і стаціонар Інституту екології Карпат НАН України (відділу популяційної екології).
Сніголавинна станція Пожижевська запрацювала у 1976 році для вивчення умов формування снігових лавин та їх розповсюдження.
Пожижевська полонина розташована в межах Карпатського національного природного парку.

## Фотографії

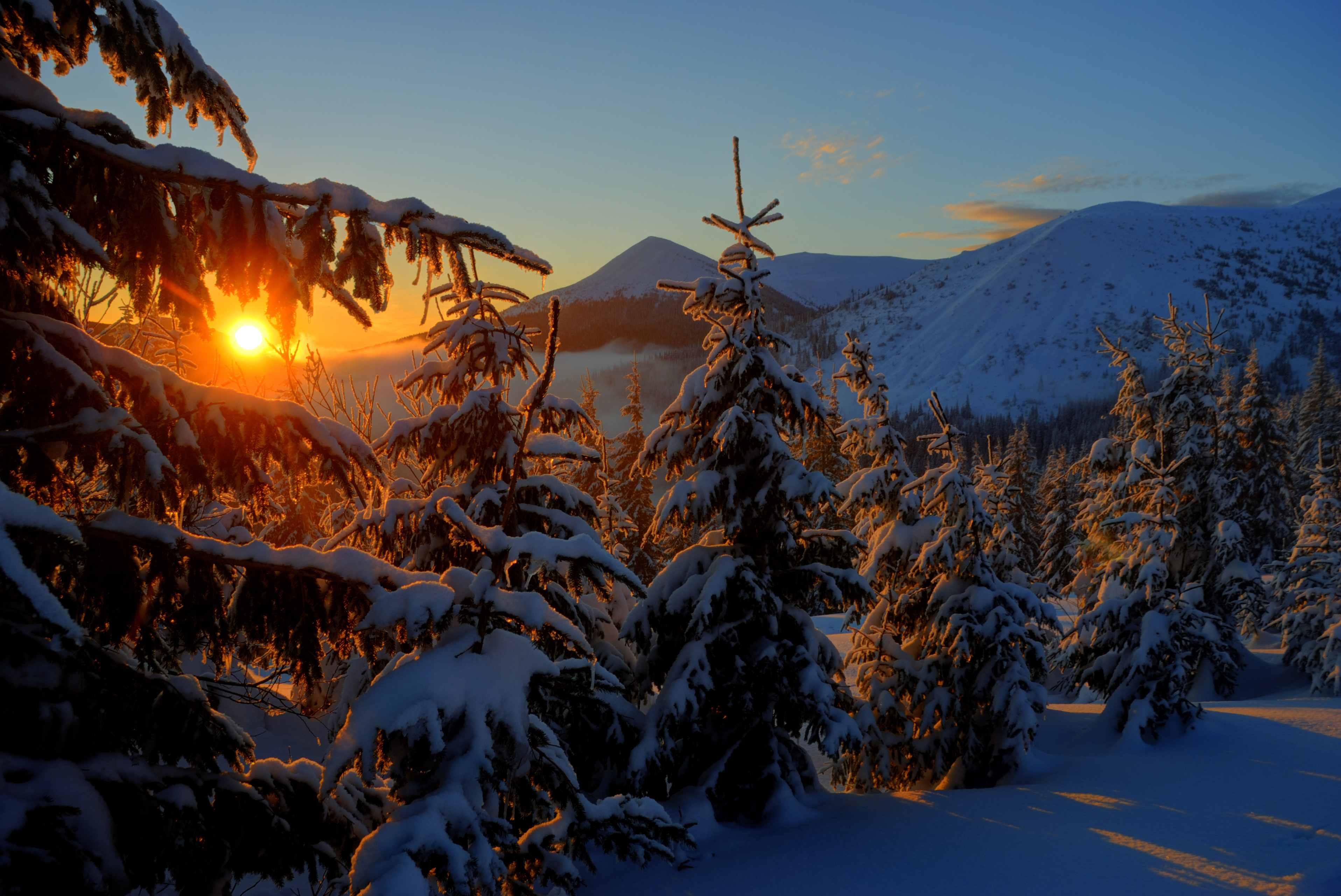
Вид з полонини Пожижевської взимку
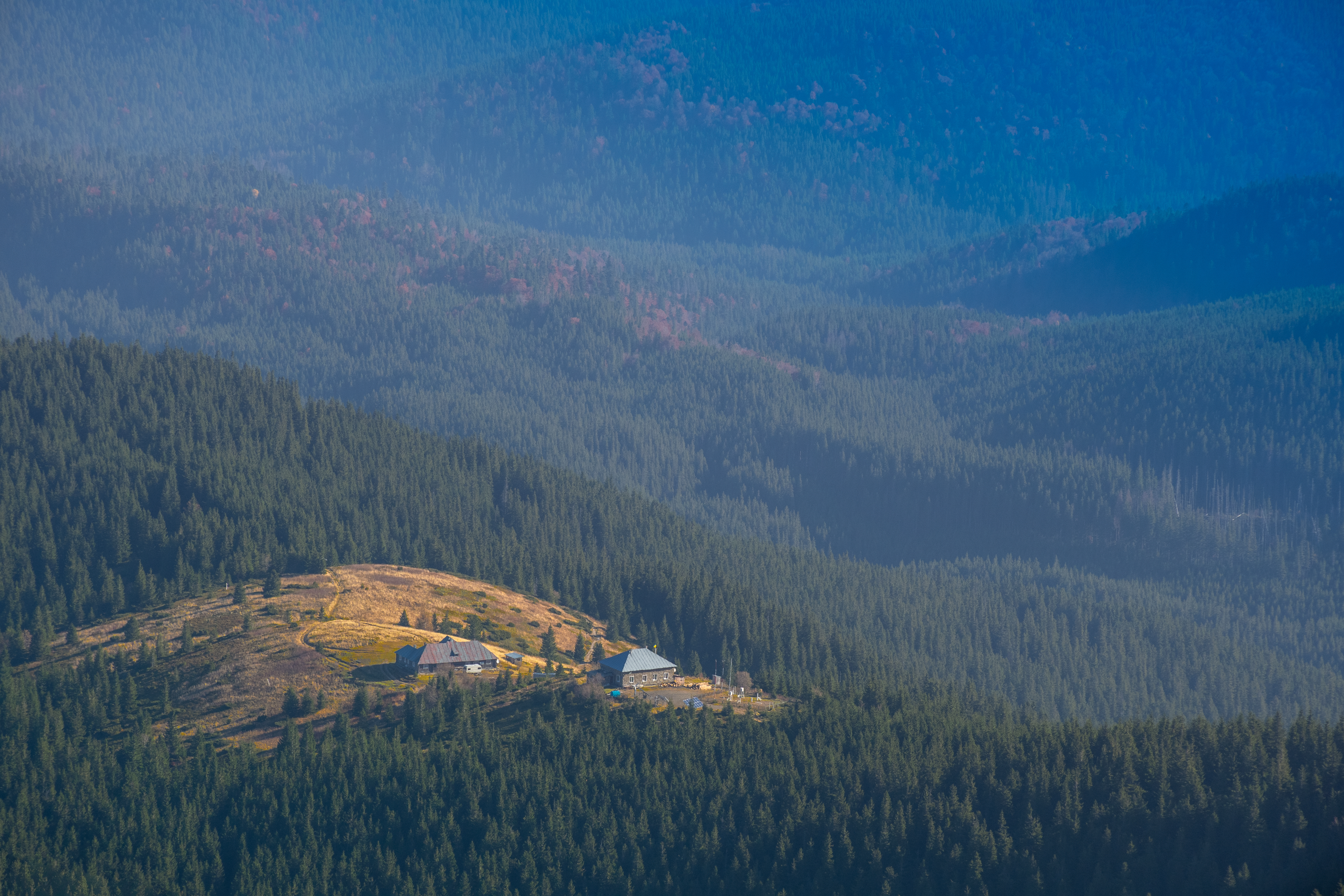
Біостаціонар та метеостанція "Пожижевська"
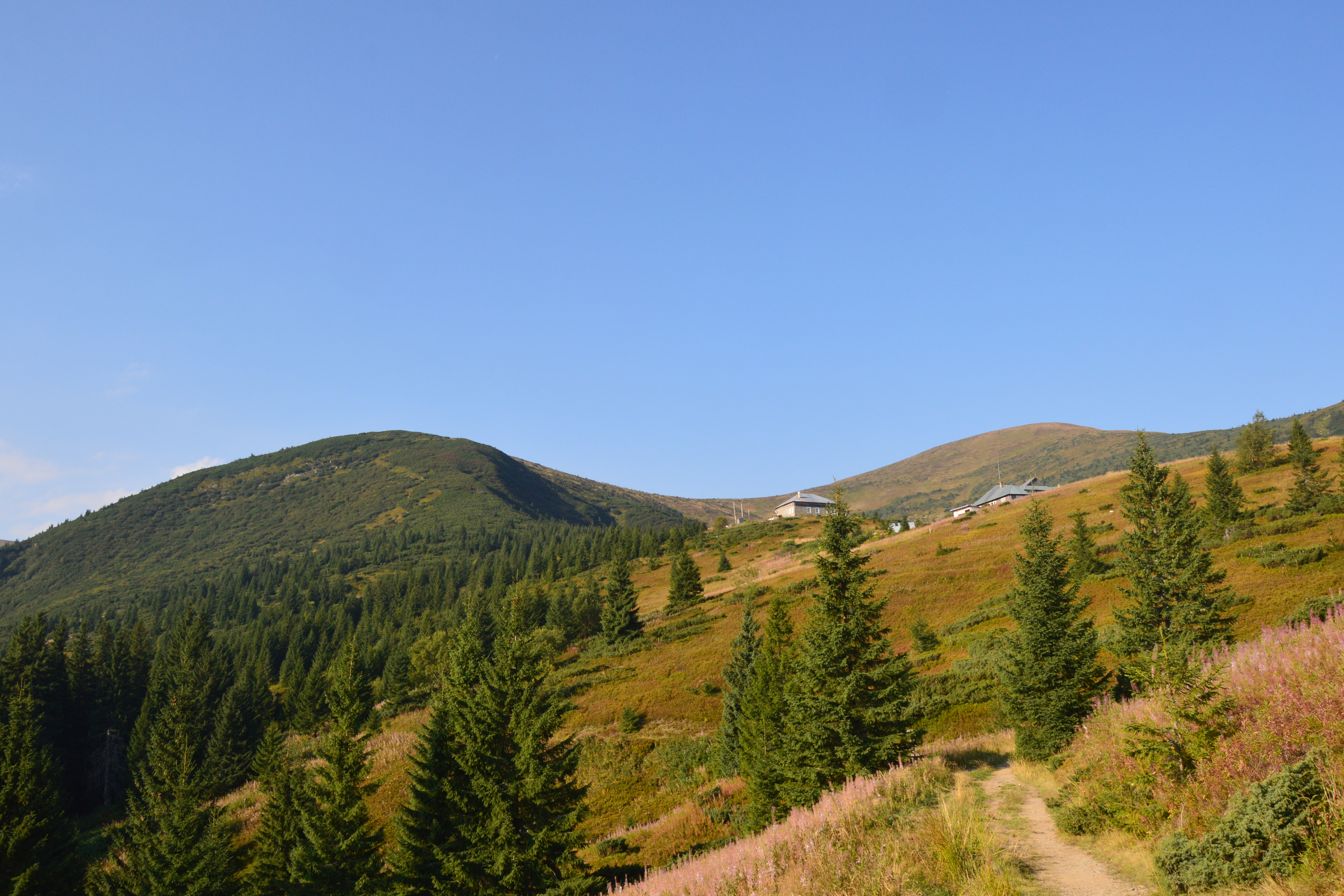
Полонина Пожижевська восени
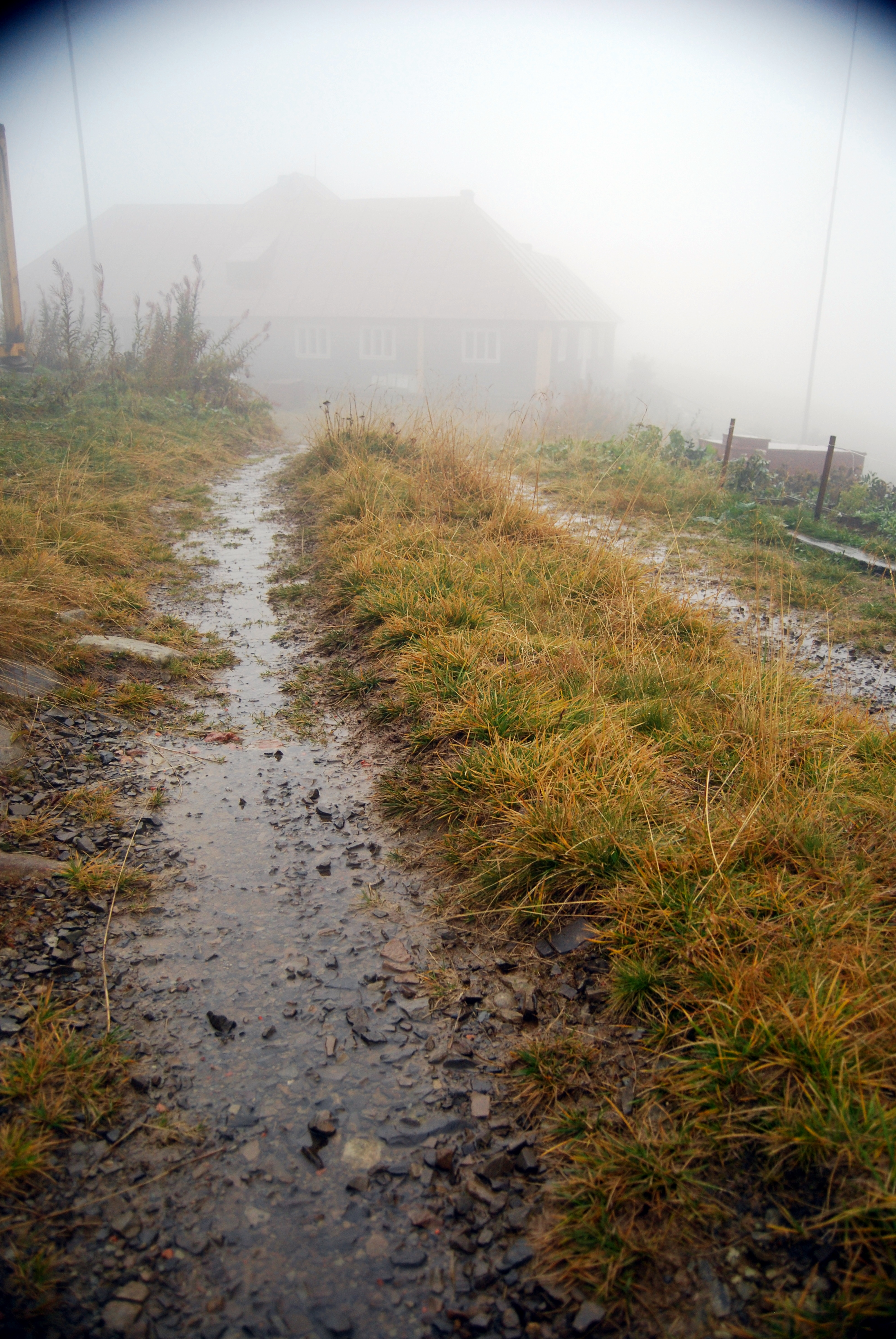
Дорога до біостаціонару на Пожижевській у тумані